# Estelle Yomba
Estelle Yomba, encore appelée  Masso Kamgang Claude Estelle est  née en 1989 à Nkongsamba. Elle est une tech entrepreneure camerounaise, Senior Technical Program Manager chez Google.
Elle est également fondatrice de Sunshine Africa Education et de Seven Group, deux structures de formation technique, destinées aux  jeunes moins privilégiés, désireux de se perfectionner en informatique.

## Biographie

### Début et éducation
Estelle Yomba est née à  Nkongsamba dans le département du Moungo au Cameroun, en 1989. Elle fait ses études  primaires à l’École publique Annexe de Nkongsamba et une partie du secondaire  au Lycée de Manengoumba. La jeune Estelle perd  très tôt ses parents, d'abord sa mère  à l'âge de dix  ans et  son père deux ans plus tard. Une période sombre de sa vie  qu'elle parvient à surmonter malgré tout. Elle obtient  son Baccalauréat  C au Lycée de la  Cité des Palmiers à Douala. En scrutant  des flyers distribués  aux nouveaux étudiants en début d'année académique, la jeune bachelière découvre le domaine de la technologie. Et en 2007, elle fait partie  des premiers étudiants de l’Institut d’excellence PK Fokam de Yaoundé où elle  étudie l’informatique. Consciente que son oncle, devenu son tuteur, n'avait pas de moyens pour  payer ses études, elle s'applique  à son école et obtient  toutes les bourses de dernière année de l'institut. La jeune étudiante impressionne des sympathisants qui l'aide à aller poursuivre  ses études au Ghana. Là bas, elle décroche un Bachelor of science de la Kwame Nkrumah’ University of Science and Technology, à Kumasi. Aux États-Unis, bien que déjà active dans la vie professionnelle, elle poursuit ses études. De  2014 à 2015, elle fait un  Master en sciences à la California State University – East Bay Grade,.

### Carrière
En 2012, après ses études, alors qu'elle est employée par Rack Africa   au Ghana,  Estelle Yomba s'envole pour les  États-Unis en tant que travailleuse et professionnelle. Elle y est recrutée  comme  ingénieur logiciel par Skylite Communications dans la Silicon Valley, avant   d’être  embauchée un an plus tard par  eBay Inc, plus exactement en avril 2013  Pendant qu'elle y travaille, l'ingénieure logiciel commence une maîtrise en gestion de l’ingénierie à la California State University. Elle est alors approchée par l'équipe de Google, mais elle hésite à leur répondre, parce qu’appréhendant leur processus d'entrevue, très fastidieux à son goût. Des appréhensions que ses futurs recruteurs réussissent  à casser et la jeune dame cède. En 2015, elle est donc engagée chez Google comme Ingénieur pour le navigateur Internet Google Chrome. Grâce à son travail soigné et son  son abnégation, elle est promue à différents postes d’Ingénieure, et aussi Responsable de programme technique. Elle est ensuite transférée vers Google Cloud où elle occupe le poste de Senior Technical Manager.

Estelle est mariée à  Franky Yomba, ingénieur en Californie,.

## Réalisations
Benjamine de sa famille et aussi  élève brillante, Estelle Yomba tout au long de sa vie a vécu le sentiment de minorité, parce qu'étant toujours la plus petite. Un sentiment qui la poursuit même dans le milieu professionnel où elle se retrouve souvent être la seule femme ou la seule noire. Toute chose qui la pousse à s'investir d'une   une mission, celle de venir en aide aux  groupes minoritaires, en particulier les femmes et les personnes défavorisées, à avoir accès non seulement à une éducation complémentaire de qualité. Ainsi, en  2014 elle fonde Sunshine Africa Education, une organisation à but non lucratif enregistrée aux États-Unis dont le but est de redéfinir la phase de l’éducation de qualité en Afrique.
En 2018, son époux et elle  ouvrent Seven Advanced Academy, une institution de formation professionnelle en informatique de classe mondiale. Cet  institut  forme de jeunes Camerounais à des compétences informatiques très bien rémunérées afin de leur permettre de trouver  de meilleurs emplois  dans le monde entier.
Estelle Yomba  également lance également  Seven Global Procurement and Sourcing (Seven GPS), qui est un centre d’incubation pour Seven Advanced Academy,.